# Ondřejov (Vysočina)
Ondřejov è un comune della Repubblica Ceca facente parte del distretto di Pelhřimov, nella regione di Vysočina.